# Frieden von Péronne 1200
Der Frieden von Péronne vom 2. Januar 1200 war ein Vertrag zwischen dem französischen König Philipp II. August und dem Grafen Balduin IX. von Flandern. Signatarort war Péronne an der Somme.
Der Vertrag beendete die Auseinandersetzung um den Besitz der 1183 verstorbenen Mabile von Vermandois, der Ehefrau des Grafen Philipp I. von Flandern († 1191), der 1185 im Frieden von Boves zwischen Philipp von Frankreich und Philipp von Flandern aufgeteilt worden war.
In diesem Vertrag akzeptierte König Philipp August mit Rücksicht auf eine mögliche Koalition zwischen Flandern und England, Konditionen, die unterhalb des für ihn Möglichen lagen, und gab sich mit dem bereits erworbenen im Norden und einem Teil des Artois – Arras, Bapaume, Hesdin, Lens – zufrieden.